# Берг (Арвайлер)
Берг (нем. Berg) — община в Германии, в земле Рейнланд-Пфальц.
Входит в состав района Арвайлер. Подчиняется управлению Альтенар. Население составляет 1417 человек (на 31 декабря 2010 года). Занимает площадь 19,07 км².
Коммуна подразделяется на 6 сельских округов.